# ソユーズTMA-21
ソユーズTMA-21は、2011年4月から行われた国際宇宙ステーション（ISS）への飛行である。第27次長期滞在のクルー3名をISSに運搬した。
2011年4月はユーリ・ガガーリンによる人類初の宇宙飛行（1961年4月12日）から50周年にあたるため、TMA-21には「ガガーリン」の名前が与えられ、宇宙船やペイロードフェアリングに記念ステッカーが貼られた。なお、発射台もガガーリンの時と同じガガーリン発射台が使用された。
打上げは2011年4月4日22時18分20秒（UTC）に行われ、ソユーズFGロケットが使用された。

## 乗組員
- アレクサンドル・サマクチャイエフ (1) -  ロシア RSA
- アンドレイ・ボリセンコ (1) -  ロシア RSA
- ロナルド・ギャレン (2) -  アメリカ合衆国 NASA